# SN 2005fa
SN 2005fa – supernowa typu Ia odkryta 10 września 2005 roku w galaktyce A013936-0045. W momencie odkrycia miała maksymalną jasność 21,10m.